# Kimball (Dakota del Sud)
Kimball és una població dels Estats Units a l'estat de Dakota del Sud. Segons el cens del 2000 tenia 745 habitants.

## Demografia
Segons el cens del 2000, Kimball tenia 745 habitants, 314 habitatges, i 194 famílies. La densitat de població era de 92,8 habitants per km².
Dels 314 habitatges en un 29,9% hi vivien nens de menys de 18 anys, en un 52,2% hi vivien parelles casades, en un 6,4% dones solteres, i en un 37,9% no eren unitats familiars. En el 35,4% dels habitatges hi vivien persones soles el 19,7% de les quals corresponia a persones de 65 anys o més que vivien soles. El nombre mitjà de persones vivint en cada habitatge era de 2,37 i el nombre mitjà de persones que vivien en cada família era de 3,11.
Per edats la població es repartia de la següent manera: un 27,9% tenia menys de 18 anys, un 6,4% entre 18 i 24, un 24,8% entre 25 i 44, un 17,9% de 45 a 60 i un 23% 65 anys o més.
L'edat mediana era de 40 anys. Per cada 100 dones de 18 o més anys hi havia 86,5 homes.
La renda mediana per habitatge era de 32.167 $ i la renda mediana per família de 37.813 $. Els homes tenien una renda mediana de 27.727 $ mentre que les dones 16.544 $. La renda per capita de la població era de 15.398 $. Entorn del 5,9% de les famílies i el 10,9% de la població estaven per davall del llindar de pobresa.

## Poblacions més properes
El següent diagrama mostra les poblacions més properes.